# Falstaff (Film)
Falstaff  (Alternativtitel: Glocken um Mitternacht; Originaltitel: Campanadas a medianoche) ist ein Dramedy-Film von Orson Welles aus dem Jahr 1965, der Dialogteile aus fünf Stücken von William Shakespeare enthält und diese nutzt, um eine Geschichte über Shakespeares Charakter Falstaff zu erzählen.
Hierfür nutzte Welles Material aus dem ersten und zweiten Teil von Heinrich IV., Heinrich V., aus Richard II. und aus Die lustigen Weiber von Windsor. Darüber hinaus fließen Teile der Holinshed’s Chronicle von Raphael Holinshed als Kommentar mit ein.

## Handlung
Nach dem Mord an Richard II. feiert sich der Täter Heinrich IV. unrechtmäßig als dessen Nachfolger, während der wahre Thronfolger, Edmund Mortimer, in Wales inhaftiert ist. Edmunds Cousins Northumberland und Worcester sowie Northumberlands Sohn Hotspur verlangen Edmunds Wiedereinsetzung, was Heinrich ablehnt. Heinrichs Sohn, Prinz Hal, vergnügt sich derweil zusammen mit Falstaff am Leben, geht in Freudenhäuser und ist an allerlei kriminellen Aktivitäten beteiligt.
Beim Besuch seines Vaters Heinrich wird Hal von diesem für seinen Lebensstil gerügt und vor der Gefahr eines Putsches durch Hotspur gewarnt. Hal verspricht, seinen Vater zu verteidigen und dessen guten Namen wiederherzustellen.
Während sich die Truppen des Königs, mit Falstaff, bereits bereit machen, spricht Heinrich mit Worcester und bietet diesem an, allen Kämpfern von Hotspur ihren Verrat zu vergeben, falls diese sofort kapitulieren. Worchester jedoch berichtet Hotspur, dass Heinrich alle Aufständischen exekutieren werde.
Nun kommt es zu einer langen Schlacht, an dessen Ende die Armee des Königs als Sieger dasteht. Hal und Hotspur treffen sich zum Duell, das Hal durch die Tötung seines Gegenübers gewinnt. Heinrich verurteilt Worchester zum Tod und nimmt seine Männer gefangen. Falstaff, der das Duell zwischen Hal und Hotspur beobachtet hat, bringt Heinrich die Leiche Hotspurs und behauptet, er habe ihn getötet, was Heinrich ihm jedoch nicht abnimmt.
Nach dem Sieg über die Aufständischen verschlechtert sich Heinrichs Gesundheitszustand zunehmend. Nachdem er erfahren hat, dass sein Sohn noch immer mit Falstaff Zeit verbringt, kollabiert er und stirbt in der Folge. Vor seinem Tod spricht er noch mit seinem Sohn und versucht, ihn für sein künftiges Amt auf die rechte Bahn zu lenken.
Als Falstaff vom Tod Heinrichs und der Inthronisierung Hals hört, macht er sich in der Hoffnung einer guten Stellung sogleich zum Königshof auf – doch Hal, der fortan einem anderen Lebensstil folgen will, lehnt dies ab und verbannt ihn. Falstaff kehrt zurück zur Taverne und stirbt in derselben Nacht – an „gebrochenem Herzen“, wie er meint. Hal hingegen wurde, wie eine Off-Stimme beschreibt, ein guter und nobler König.

## Synchronisation
Gemäß der Deutschen Synchronkartei übernahmen folgende Sprecher die Rollen in der deutschen Synchronfassung:
| Darsteller          | Deutscher Sprecher      | Rolle                  |
| ------------------- | ----------------------- | ---------------------- |
| Orson Welles        | Klaus W. Krause         | Falstaff               |
| Keith Baxter        | Lothar Blumhagen        | Prinz Hal/Heinrich V.  |
| John Gielgud        | Arnold Marquis          | Heinrich IV.           |
| Jeanne Moreau       | Eva Katharina Schultz   | Dortchen Lakenreißer   |
| Margaret Rutherford | Eva Fiebig              | Wirtin Hurtig          |
| Norman Rodway       | Gert Günther Hoffmann   | Hotspur                |
| Fernando Rey        | Friedrich W. Bauschulte | Worchester             |
| Alan Webb           | Herbert Weißbach        | Shallow                |
| Walter Chiari       | Klaus Miedel            | Silence                |
| Michael Aldridge    | Gerd Duwner             | Pistol                 |
| Tony Beckley        | Claus Jurichs           | Ned Poins              |
| Andrew Faulds       | Herbert Stass           | Earl of Westmoreland   |
| José Nieto          | Konrad Wagner           | Earl of Northumberland |
| Jeremy Rowe         | Randolf Kronberg        | Prinz John             |
| Patrick Bedford     | Hans Walter Clasen      | Bardolph               |
| Ralph Richardson    | Joachim Nottke          | Erzähler               |

## Hintergrund
Der Film wurde von September 1964 bis April 1965 mit einem Budget von 800.000 US-Dollar in Spanien gedreht und feierte im Dezember 1965 in Spanien Uraufführung. Im Mai 1966 lief er bei den Filmfestspielen von Cannes. In Großbritannien und den USA wurde der Film erstmals 1967 gezeigt, in der Bundesrepublik Deutschland Ende 1968.
Aus urheberrechtlichen Gründen war der Film lange Zeit nicht erhältlich. Durch eine im Jahr 2013 erschienene Ausgabe des Films war die deutsche Synchronfassung nach Angaben des Verlags Zweitausendeins erstmals auf DVD verfügbar.

## Rezeption
Der Journalist Peter Buchka sagte über den Film, dieser sei „nicht nur ein Werk über das Altern, sondern gleichzeitig auch eine Summe seiner [Welles] künstlerischen Arbeit und ein Rechenschaftsbericht seines Lebens.“
Der Filmkritiker Roger Ebert gibt dem Film in seiner Kritik vom 5. Februar 1968 vier von vier möglichen Punkten und meint, der Film habe zwar einige Tonbandschwierigkeiten, diese beeinträchtigten jedoch nicht seine Großartigkeit. Der Film sei eine brillante Hommage an Falstaff.
Auch das rororo Filmlexikon stellt besonders im Ton technische Mängel fest und führt diese auf Geldknappheit zurück. Inhaltlich wird konstatiert, dass jegliche Vorstellung der Originalhandlungen und ihrer Strukturen notwendigerweise verloren gehe, stattdessen liefere der Film aber eine neue, gültige Sicht. Gelobt wird zudem die schauspielerische Leistung von Orson Welles und Margaret Rutherford.
Auch der Evangelische Filmbeobachter kommt zu einem lobenden Urteil: „Welles hat als Autor, Regisseur und Hauptdarsteller perfektes Filmtheater gemacht. Durch hervorragende Besetzung der anderen Hauptrollen ist er dabei der Gefahr entgangen, sich selbst allein ins Zentrum zu stellen. Für Freunde des Theaters und der Schauspielkunst sehr zu empfehlen.“

## Auszeichnungen
Orson Welles wurde für seine Darstellung des Falstaff für einen BAFTA Award in der Kategorie Bester ausländischer Schauspieler nominiert. Bei den Internationalen Filmfestspielen von Cannes 1966 gewann der Film den Technical Grand Prize sowie einen Sonderpreis anlässlich des 20-jährigen Bestehens der Festspiele. Zudem war er für die Goldene Palme nominiert.
Das aus dem 11. Jahrhundert stammende, ehemalige Kollegiatstift Sant Vicenç bei Cardona, im Film rund dreißig Minuten als Szenerie für die Burgen Heinrich IV. bzw. Henry Percys sowie als Kathedrale, in der Heinrich V. gekrönt wird, zu sehen, wurde 2016 in die Liste der Schätze der europäischen Filmkultur der Europäischen Filmakademie aufgenommen.